# California Air Resources Board
Pour les articles homonymes, voir Agence de protection de l'environnement.
La California Air Resources Board, souvent dénommée CARB or ARB, est l'Agence pour la qualité de l'air de l’État de Californie aux États-Unis. Il est l'un des départements du Californian Environmental Protection Agency (qui est l'entité californienne de l'EPA).
C'est la seule Agence de ce type dans le pays, car créée quelques années avant l'EPA (l'agence fédérale, fondée en 1970).

## Histoire
Cette agence a été créée en 1967 quand le gouverneur Ronald Reagan a signé le « Mulford-Carrell Act », un texte juridique qui a, en Californie, fusionné le Bureau de l'assainissement de l'air (Bureau of Air Sanitation) et le laboratoire de contrôle de la pollution émise par les véhicules automobiles (Motor Vehicle Pollution Control Board).
La Californie est le seul État qui a été autorisé à disposer d'un tel organisme de réglementation, car il était le seul à en disposer au moment de l'adoption de la loi fédérale sur la qualité de l'air (Clean Air Act). Les autres États sont autorisés à suivre les normes établies par le CARB, ou utiliser celles l'EPA).
Le CARB a aussi joué un rôle important pour la conduite de l'innovation dans l'industrie automobile américaine, mais aussi mondiale grâce à des programmes tels que son mandat ZEV (ZEV mandate). En 2015, il a été (avec l'EPA) l'un des organismes qui a contribué à faire révéler le scandale Volkswagen (logiciel embarqué permettant de truquer les résultats de tests de pollution en laboratoire).

## Missions et objectifs
Le CARB a pour mission d'aider l’État de Californie à atteindre et maintenir un niveau de qualité de l'air permettant la bonne santé de tous et de l'environnement ; de protéger le public contre l'exposition aux contaminants atmosphériques indésirables ou toxiques ; en fournissant, si nécessaire, des approches innovantes pour se conformer aux lois et règlements sur la pollution de l'air.

## Gouvernance
Son conseil d'administration est composé de onze membres nommés par le gouverneur de l'état.
La moitié de ces membres sont des experts dans des domaines professionnels et scientifiques telles que la médecine (santé environnementale), la chimie, la physique, la météorologie, l'ingénierie, l'économie ou le droit de l'environnement.
Les autres membres représentent les organismes de contrôle de la pollution de différents districts régionaux de la Californie.

## Organisation interne
le CARB est organisé en 9 principaux niveaux ou départements
1. Département des services administratifs
2. Département de l'application réglementaire
3. Département du contrôle des "sources mobiles"
4. Département de la conformité des émissions, de la réglementation des véhicules et des sciences
5. Département Laboratoire et surveillance
6. Bureau des services d'information
7. Département des sciences et de la planification de la qualité de l'air
8. Division de la recherche
9. Département des sources fixes